# Paula Deen
Paula Ann Hiers Deen (Albany, 19 de janeiro de 1947) é uma personalidade da TV americana e apresentadora de programas de culinária. Deen mora em Savannah, Geórgia, onde é proprietária e administradora do restaurante The Lady & Sons e da Paula Deen's Creek House com seus filhos, Jamie e Bobby Deen. Ela publicou quinze livros de receitas. Embora casada desde 2004 com Michael Groover, ela usa o sobrenome Deen, de seu primeiro casamento.

## Vida
Deen nasceu Paula Ann Hiers em Albany, Geórgia, filha de Corrie A. Hiers e Earl Wayne Hiers, Sr. Ela cresceu como batista e ainda é profundamente devotada a essa fé. Seus pais morreram antes de ela completar 23 anos e um casamento precoce terminou em divórcio. Na casa dos 20 anos, Deen sofreu ataques de pânico e agorafobia. Ela então se concentrou em cozinhar para sua família como algo que ela poderia fazer sem sair de casa. Sua avó Irene Paul havia lhe ensinado a arte da cozinha do sul; um dos únicos lugares onde ela se sentia segura era em seu próprio fogão, fazendo milhares de panelas de frango e bolinhos. Mais tarde, ela se mudou para Savannah, Geórgia, com seus filhos. Em 1989, ela se divorciou de seu marido, Jimmy Deen, com quem estava casada desde 1965. Ela ficou com apenas $ 200 e o dinheiro era curto para criar seus filhos e seu irmão mais novo, Earl ("Bubba"). Ela tentou pendurar papéis de parede, trabalhar como caixa de banco e vender imóveis e seguros. Ela então começou um serviço de buffet, fazendo sanduíches e refeições, que seus filhos Jamie e Bobby entregavam.

## Restaurantes

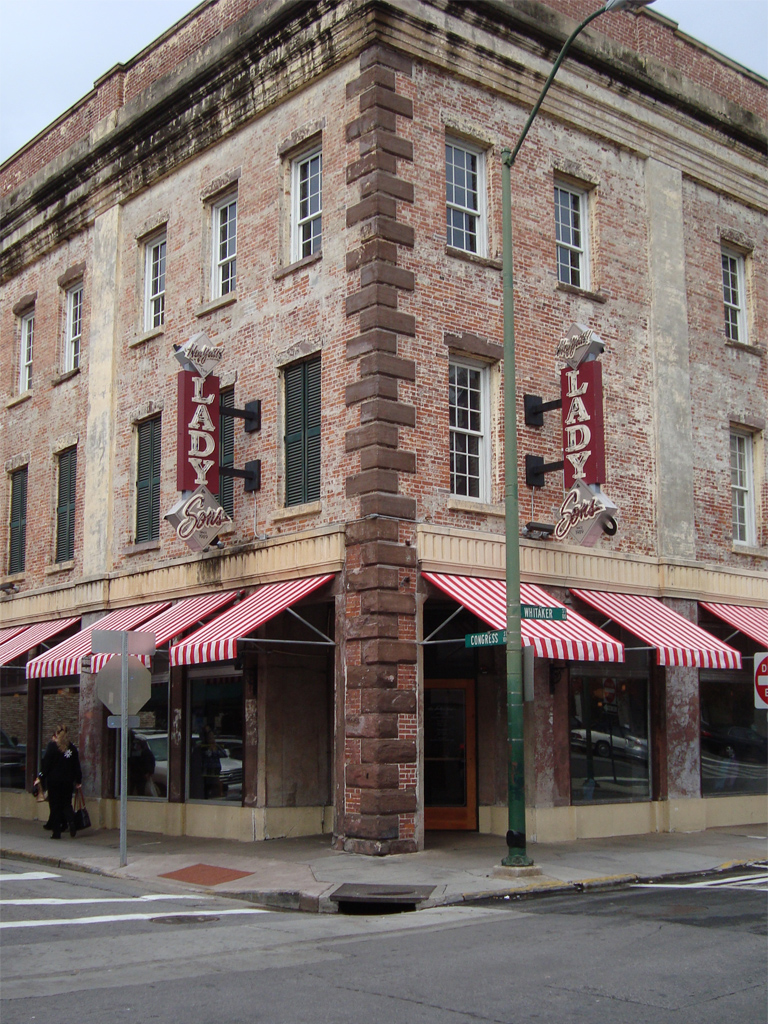
Restaurante Lady & Sons em Savannah, Geórgia

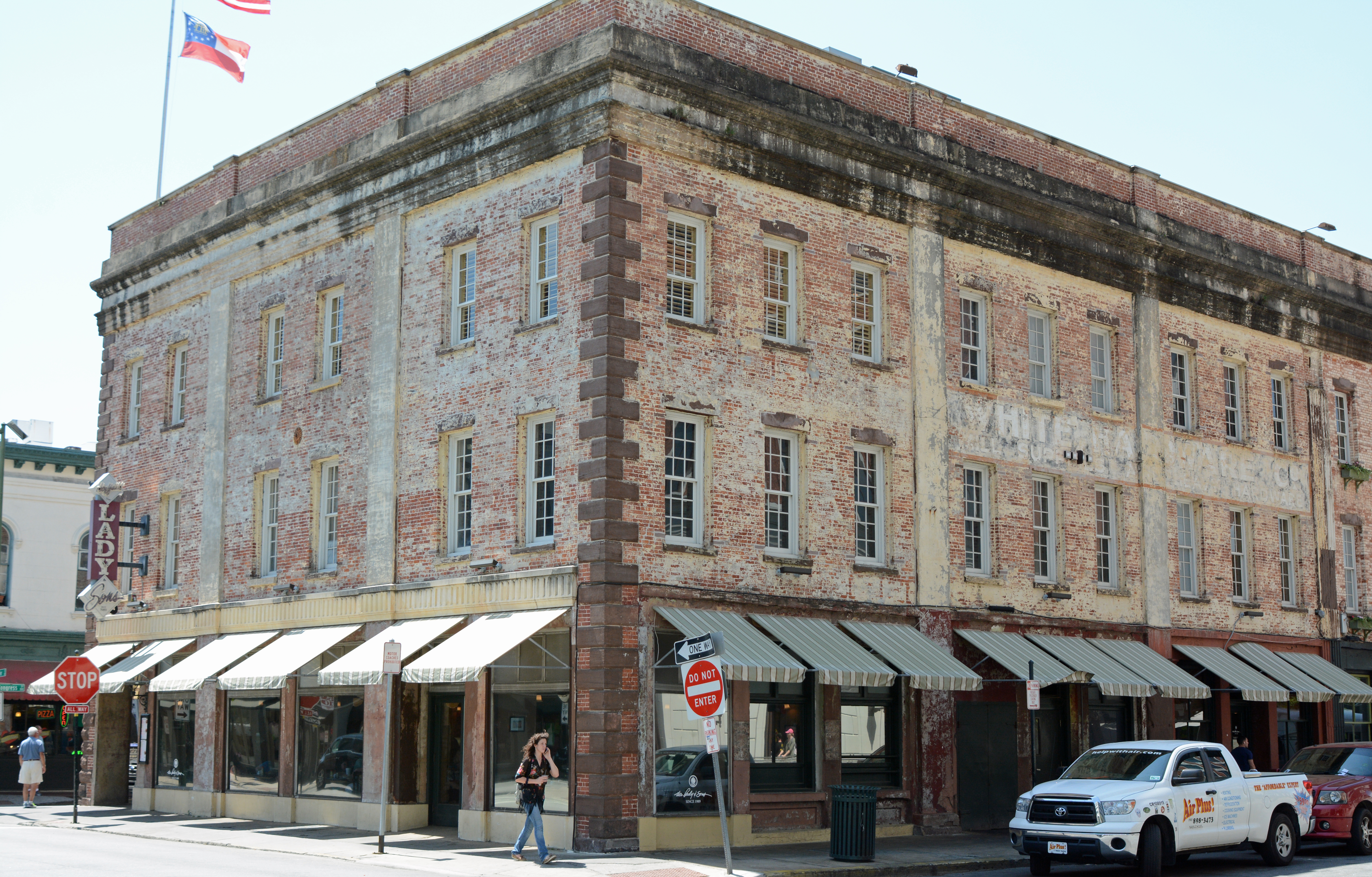
Lady & Sons

O negócio doméstico de Deen, The Bag Lady, logo cresceu mais que sua cozinha. Ela se mudou pela primeira vez para o Best Western em Savannah's Southside na Abercorn Street em 1991 com um restaurante chamado The Lady. Em janeiro de 1996, Deen abriu seu restaurante, The Lady & Sons, no centro de Savannah, na West Congress Street. Em poucos anos, o restaurante mudou-se para o antigo prédio da White Hardware em Whitaker. O USA Today nomeou The Lady & Sons como a "Refeição Internacional do Ano" em 1999. A especialidade é um bufê de comfort foods do sul. Cada refeição do buffet inclui um buffet de saladas e uma sobremesa. Seus filhos também estão envolvidos na administração do restaurante, que é popular entre os turistas que visitam Savannah. Deen possuía quatro buffets de cassino; estavam no Harrah's Casino Tunica no Mississippi, no Harrah's Cherokee no cassino na Carolina do Norte, no Horseshoe Southern Indiana e no Harrah's Joliet em Illinois. Eles foram renomeados em 2013, logo após Deen ser desligada da Food Network.
Em setembro de 2009, Deen anunciou uma nova linha de sobremesas a ser vendida no Walmart incluindo tortas exclusivas Apple Crunch Top, Dark Rum Pecan, Old Fashioned Fudge e barras de bolo de manteiga pegajosa no estilo St. Louis. Além disso, Deen era co-proprietária da Oyster House do tio Bubba em Savannah, Geórgia. Ela passou por um "fechamento abrupto" em 4 de abril de 2014  com um porta-voz dizendo que havia discussões sobre o desenvolvimento da propriedade à beira-mar. A propriedade foi reaberta em junho de 2017 como Paula Deen's Creek House e será uma joint venture de Deen e seus dois filhos. Em 27 de abril de 2015, Deen inaugurou o Paula Deen's Family Kitchen, seu novo restaurante e conceito de varejo, em Pigeon Forge, Tennessee. Em 25 de janeiro de 2016, a cidade de Myrtle Beach, na Carolina do Sul, recebeu um pedido de licença de construção para a cozinha da família Paula Deen's de dois andares, para substituir Carlos 'n Charlie's, de 20 anos, na Broadway at the Beach. Em junho de 2017, Paula Deen abriu sua loja em Myrtle Beach. Em novembro de 2017, Deen anunciou que dois novos restaurantes Paula Deen seriam abertos no Texas. Um local em Dallas foi inaugurado na primavera de 2018 e fechado em agosto de 2019, e o local em San Antonio foi inaugurado em abril de 2018 e fechado em julho de 2019.

## Livros e revistas
Em 1997, Deen publicou por conta própria The Lady & Sons Savannah Country Cookbook e The Lady & Sons, Too! Um novo lote de receitas de Savannah. Ambos os livros de receitas apresentavam receitas tradicionais do sul. Desde então, ela publicou mais dois, escritos com Martha Nesbit. Deen apareceu no QVC e no The Oprah Winfrey Show (primeiro em 2002, duas vezes em 2007 e uma vez em 2010). A história de sua vida é apresentada em Extraordinary Comebacks: 201 Inspiring Stories of Courage, Triumph, and Success (2007, Sourcebooks). Em abril de 2007, Simon & Schuster publicou as memórias de Deen, It Ain't All About the Cookin' . Ela lançou uma revista de estilo de vida chamada Cooking with Paula Deen em novembro de 2005, que reivindicou uma circulação de 7,5 milhões em março de 2009. Em 2015, Paula Deen Ventures assinou um acordo de distribuição com a Hachette Client Services para futuros livros de receitas.

## Food Network e outra televisão
A relação entre Deen e a Food Network começou em 1999, quando sua amiga Erin Lewis a apresentou a Gordon Elliott, que então a apresentou a seu então agente, o proprietário da Artist's Agency Barry Weiner. Elliott a levou pela cidade para uma série de episódios do Doorknock Dinners. Ela também apareceu em Ready, Set, Cook!. Deen foi convidada para filmar um piloto chamado Afternoon Tea no início de 2001. A rede gostou e acabou dando a Deen seu próprio programa, Paula's Home Cooking, que estreou em novembro de 2002. Paula's Home Cooking foi originalmente gravado em Millbrook, Nova York, na casa de Gordon Elliott, o produtor executivo do programa. Deen mencionou na edição de 13 de março de 2006 do The Daily Buzz que o próximo lote de episódios de seu programa seria gravado em sua casa em Savannah, Geórgia. De acordo com o primeiro desses episódios, a produção real em sua nova casa em Savannah começou em novembro de 2005.

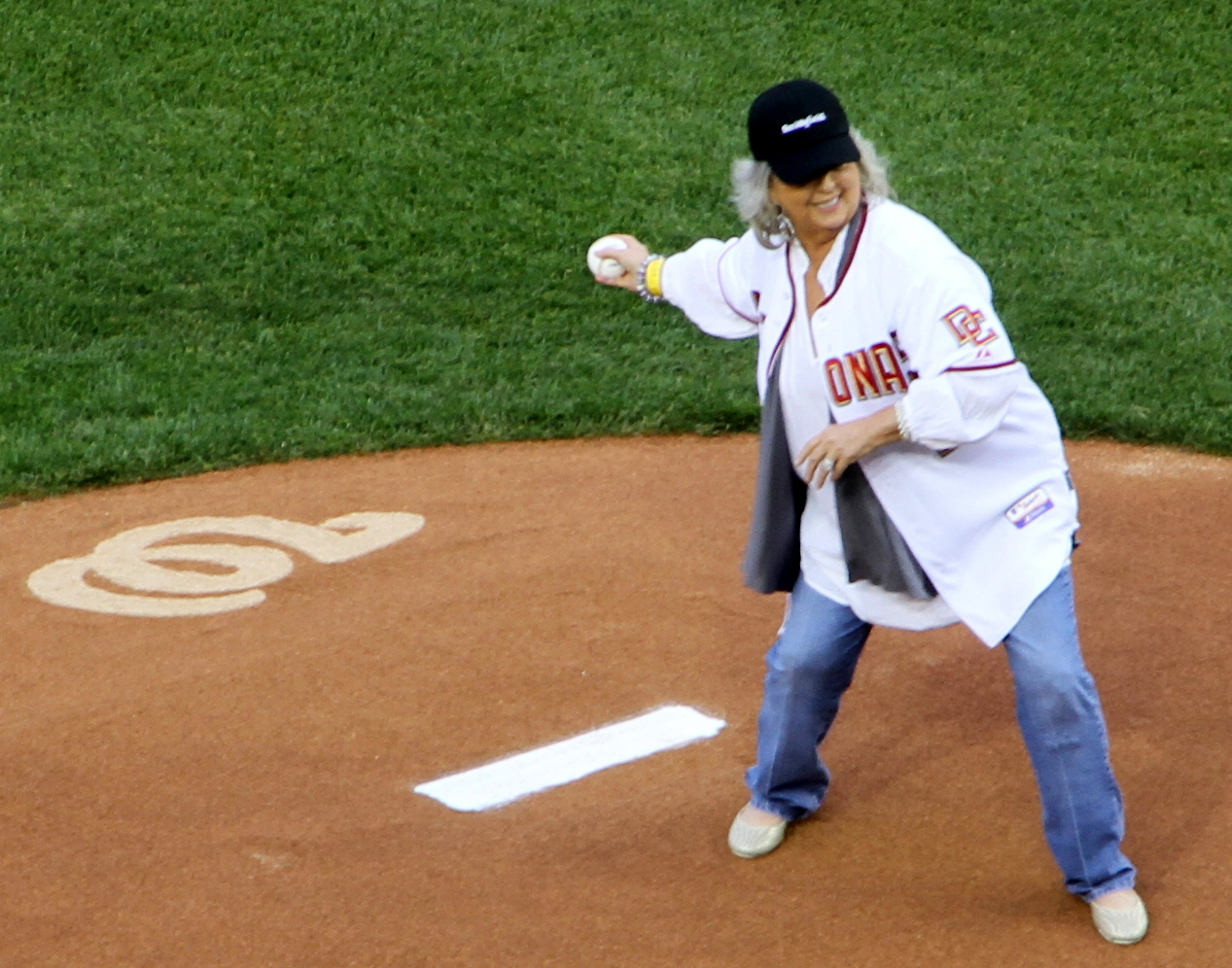
Deen lançando o primeiro arremesso antes do jogo entre o New York Mets e o Washington Nationals em 19 de maio de 2010, em Washington

Desde então, Deen recebeu mais dois programas do Food Network, Paula's Party e Paula's Best Dishes. Paula's Party estreou na Food Network em 2006 e Paula's Best Dishes estreou em 8 de junho de 2008. Uma biografia de Deen na televisão foi ao ar em um episódio do programa Chefografia da Food Network, em março de 2006.
Em 21 de junho de 2013, devido a uma polêmica sobre a confissão de Deen, durante um depoimento para uma ação judicial, de que ela havia usado calúnias raciais em uma postagem nas redes sociais, a The Food Network anunciou que não renovaria seu contrato. Foi anunciado que em 24 de setembro de 2014, Deen revelaria sua própria rede. A rede é considerada uma experiência totalmente digital que permite aos usuários acessar a culinária do sul de Paula no computador, smartphones e tablets. Em 11 de março de 2015, foi anunciado que Deen havia iniciado seu "retorno" com o lançamento do novo Canal Paula Deen em Roku. Em 2 de setembro de 2015, Deen foi anunciada como uma das celebridades para competir na 21ª temporada do Dancing with the Stars. Ela fez par com o dançarino profissional Louis van Amstel. O casal foi eliminado na sexta semana de competição, terminando na 9ª colocação geral. Em outubro de 2016, Deen lançou um programa de televisão sindicado, Positively Paula. O Celebrity Chef também aparece regularmente na rede de compras em casa Evine. Deen vende uma grande variedade de mercadorias na Evine, incluindo utensílios de cozinha, produtos alimentícios, roupas e muito mais.

## Vida pessoal
Em 2004, Deen casou-se com Michael Groover (n. 1956), capitão de um rebocador no porto de Savannah, Geórgia. Deen tem dois filhos de um casamento anterior, assim como Groover. O casamento foi apresentado em um show da Food Network em 2004 e aconteceu na Bethesda Academy em Savannah. Em 21 de julho de 2018, Michael Groover venceu o Hemingway Look-Alike Contest em sua nona tentativa.
Paula apoia a Bethesda Academy e pediu à Old Savannah Tours para doar $ 1 para a organização para cada ingresso comprado para a venda de ingressos da Paula Deen Store.

## Outro trabalho
Deen fez sua estreia no cinema em Elizabethtown (2005), estrelado por Orlando Bloom e Kirsten Dunst. Ela interpretou a personagem da tia de Bloom, e sua culinária foi destaque. Um especial da Food Network, Paula Goes Hollywood, foi ao ar em conjunto com a estreia do filme. Em 2015, Deen se juntou ao elenco de Dancing with the Stars da ABC. Ela foi eliminada durante a sexta semana.

## Prêmios e honras
Em junho de 2007, Deen ganhou o Daytime Emmy Award (Outstanding Lifestyle Host) por Paula's Home Cooking. Em outubro de 2010, ela foi selecionada como Grande Marechal do Tournament of Roses Parade e presidiu a Rose Parade de 2011 antes do Rose Bowl Game em 1 de janeiro de 2011.

## Crítica

### Uso de açúcar em receitas
Deen foi criticada por seu uso de açúcar por Christina Pirello, uma defensora da "comida natural" e chef da televisão. Cookbook for the Lunch-Box Set, um livro de receitas voltado para crianças, foi criticado por Barbara Walters, dizendo sobre o livro: "Você diz às crianças para comerem cheesecake no café da manhã. Você diz a eles para comerem bolo de chocolate e bolo de carne no almoço. E batatas fritas. Não te incomoda que você está adicionando a isso?" Paula Deen respondeu "Todas as coisas com moderação." O chef famoso Anthony Bourdain comentou em 2011 que "pensaria duas vezes antes de dizer a uma nação já obesa que não há problema em comer alimentos que estão nos matando". Em 17 de janeiro de 2012, Deen anunciou que havia sido diagnosticada com diabetes tipo 2 três anos antes. Deen tornou-se porta-voz da empresa farmacêutica dinamarquesa Novo Nordisk, que produz medicamentos para essa doença.

### Controvérsia de insultos raciais
Em junho de 2013, Deen foi processada por Lisa Jackson por discriminação racial e sexual. Jackson disse que Deen fez comentários depreciativos em relação aos afro-americanos. Jackson também disse que Deen refletiu sobre os planos de casamento de seu irmão com um "verdadeiro tema de plantation sulista" com servidores negros, mas rejeitou os planos "porque a mídia estaria em mim sobre isso". O caso foi ouvido em agosto de 2013, com o juiz rejeitando o terno com o preconceito. Ambos os lados concordaram em encerrar a ação "sem qualquer atribuição de custas ou taxas a nenhuma das partes". Deen declarou em seu depoimento que ela usou a "palavra com N" algumas vezes. Especificamente, ela se lembra de ter contado ao marido sobre um incidente "quando um homem negro invadiu o banco em que eu estava trabalhando e apontou uma arma para minha cabeça ... Não me senti realmente favorável a ele." Questionada se já tinha falado a palavra desde então, ela disse: "Tenho certeza que sim, mas já faz muito tempo [...] talvez em repetir algo que me disseram ... provavelmente uma conversa entre negros. Eu não - eu não sei. Mas essa não é uma palavra que usamos com o passar do tempo. As coisas mudaram desde os anos 60 no sul."
No período entre o ajuizamento da ação e a demissão da ação, Deen teve programas de culinária, negócios de publicação e contratos de endosso cancelados pela Food Network, Smithfield Foods, Walmart, Target, QVC, Caesars Entertainment, Novo Nordisk, JC Penney, Sears / Kmart, e sua então editora Ballantine Books; no entanto, várias empresas expressaram sua intenção de continuar seus acordos de endosso com a Deen. Durante o mesmo tempo, as vendas dos livros de receitas de Deen dispararam. O ex-presidente dos Estados Unidos Jimmy Carter pediu que Deen fosse perdoada, declarando: "Acho que ela foi punida, talvez com severidade excessiva, por sua honestidade em admitir isso e pelo uso da palavra no passado distante. Ela se desculpou profusamente."

### Polêmica I Love Lucy
Em julho de 2015, Deen enfrentou outra polêmica, dessa vez sobre uma foto de Halloween de 2011 em que Paula estava vestida como Lucy Ricardo, personagem interpretada por Lucille Ball, enquanto seu filho Bobby estava vestido como o marido cubano de Lucy, Ricky Ricardo, interpretado por Desi Arnaz, com maquiagem marrom, junto com Gordon Elliott, que não estava fantasiado. A foto foi tirada de um episódio com tema de feriado de seu antigo programa da Food Network, Paula's Best Dishes, com um tweet que imita o inglês com sotaque de Arnaz no programa. O material foi retirado rapidamente.

## Filmografia
| Ano             | Título                                               | Função                       |
| --------------- | ---------------------------------------------------- | ---------------------------- |
| 2002–2012       | Paula's Home Cooking (televisão)                     | Apresentadora                |
| 2005            | Elizabethtown                                        | Tia dora                     |
| 2006–2008       | Paula's Party (televisão)                            | Apresentadora                |
| 2006            | Chefografia (televisão)                              | Sujeito                      |
| 2008–2013       | Os melhores pratos de Paula (televisão)              | Apresentadora                |
| 2009            | Kathy Griffin: My Life on the D-List (televisão)     | Convidada                    |
| 2009            | Extreme Makeover: Home Edition (televisão)           | Convidada                    |
| 2011            | Top Chef (televisão)                                 | Juiz convidado               |
| 2012            | Próximo Capítulo de Oprah                            | Sujeito                      |
| 2012            | Quem você pensa que é? (televisão)                   | Sujeito                      |
| 2012–2013       | MasterChef (televisão)                               | Juiz convidado               |
| 2015            | Dançando com as estrelas (televisão)                 | Concorrente ( temporada 21 ) |
| 2016 – presente | Positively Paula (televisão)                         | Apresentadora                |
| 2017 – presente | Sweet Home Savannah de Paula Deen (televisão)        | Apresentadora                |
| 2020 – presente | Cozinhando em quarentena com Paula Deen (Web-Series) | Apresentadora                |